# Trichuridae
Trichuridae – rodzina nicieni obejmująca rodzaje:
- Capillaria
- Hepaticola
- Skrjabinocapillaria
- Thominx
- Trichuris